# Donald Bradford Beary

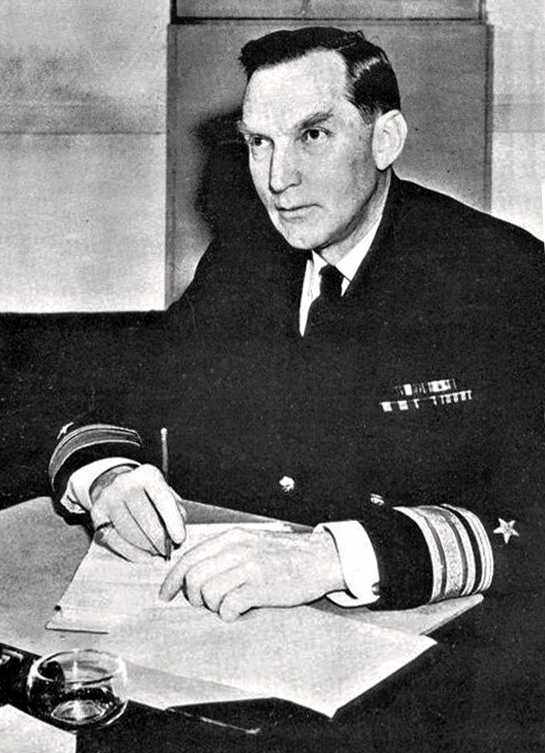
Vizeadmiral Donald B. Beary (ca. 1949).

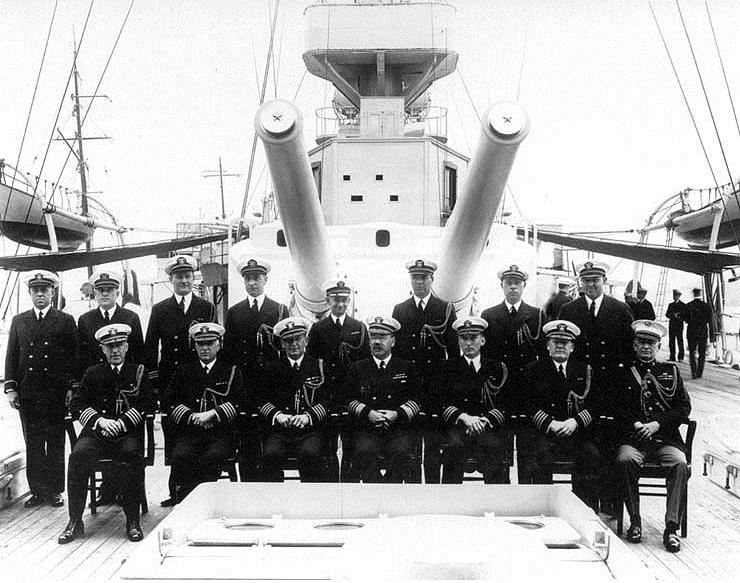
Commander Donald B. Beary sitzend (dritter von rechts) neben Admiral Montgomery M. Taylor (Mitte) an Bord der USS Rochester in Shanghai (1932).

Donald Bradford Beary (* 4. Dezember 1888 in Helena (Montana); † 7. März 1966 in San Diego) war ein amerikanischer Marineoffizier, zuletzt im Rang eines Vizeadmirals.

## Leben
Donald Beary hatte die High School in seiner Geburtsstadt Helena absolviert, bevor er im Jahr 1906 von Montana nach Maryland ging, um an der United States Naval Academy in Annapolis ausgebildet zu werden. Nach seinem Abschluss dort im Jahr 1910 wurde er am 7. März 1912 zum Fähnrich ernannt. Er diente nacheinander auf der USS Tennessee, der USS Washington und der USS Maryland. Im März 1917 erwarb er an der Columbia University in New York den Master of Science (M. Sc.) in Elektrotechnik.
Im Februar 1918 erhielt er das Kommando über die USS Remlik und von Juni bis Oktober desselben Jahres über die USS Lamson. Für seine Dienste während des Ersten Weltkriegs wurde ihm das Navy Cross verliehen.
Nach dem Krieg diente er im United States Department of the Navy (Marineamt) und kommandierte danach von April 1921 bis September 1923 nacheinander die Talbot, die Parrott und die Sumner, Zerstörer der amerikanischen Pazifikflotte. Nach seiner Rückkehr ins Marineamt meldete er sich zum Dienst beim Chief of Naval Operations, bevor er 1925 als Navigationsoffizier auf das Schlachtschiff New Mexico wechselte, auf dem er bis Juli 1928 blieb. Danach ging er zurück zur Naval Academy nach Annapolis, wo er einst ausgebildet worden war, und wurde nun selbst Ausbilder an der Fakultät für Elektrotechnik und Physik. Ab August  1931 bis April 1934 diente er als Assistent Chief of Staff beim Oberkommandierenden der United States Asiatic Fleet auf dessen Flaggschiff, der Houston beziehungsweise der Augusta. Danach war er von Juli 1934 bis Juni 1936 erneut im Marineamt, dem Navy Department, tätig und besuchte danach das Naval War College, die amerikanische Seekriegsakademie in Newport (Rhode Island).
Nach seiner Rückkehr zur See war er von Juni 1937 bis April 1938 Executive Officer (XO) des Schlachtschiffs Colorado. Danach wurde er zum Kommandanten des Leichten Kreuzers Richmond ernannt. Ab Juni 1939 folgte eine zweijährige Dienstzeit wieder an der Marineakademie, wo er als verantwortlicher Offizier für Gebäude und Gelände sowie als Adjutant des Superintendenten diente. Im Mai 1941 übernahm er das Kommando über den Philadelphia Navy Yard. Im September desselben Jahres wurde er zum Kommandanten der 19. Transportdivision ernannt und bekam zusätzlich das Kommando über die Mount Vernon, dem zum Truppentransporter umfunktionierten Turbinenschiff Washington der United States Lines. Am 1. Dezember 1941 wurde er zum Konteradmiral befördert. Für seine „verdienstvollen Leistungen […] in Zusammenhang mit militärischen Operationen gegen den Feind im Pazifik und im Indischen Ozean, vom Beginn der Feindseligkeiten bis zum 11. Juni 1942 […]“ wurde ihm etwas später der Bronze Star mit Bandauflage Combat V verliehen.
In der Würdigung heißt es:

“Displaying conspicuous professional ability and leadership in the organization administration and operation of a large troop transport in hazardous waters, [he] successfully negotiated the difficult passage through the heavily mined Sundra and Benka Straits to land desperately needed reinforcements for the beleaguered British garrison at Singapore, and to evacuate women and children from that stricken city, despite repeated Japanese air raids in the area””

„Mit auffallender fachlicher Kompetenz und Führungsstärke in der Organisationsverwaltung und dem Betrieb eines großen Truppentransports in gefährlichen Gewässern bewältigte [er] erfolgreich die schwierige Passage durch die stark verminte Sundra- und Benka-Straße, um dringend benötigte Verstärkungen für die belagerte britische Garnison in Singapur anzulanden und Frauen und Kinder aus dieser heimgesuchten Stadt zu evakuieren, trotz wiederholter japanischer Luftangriffe in der Gegend […]“

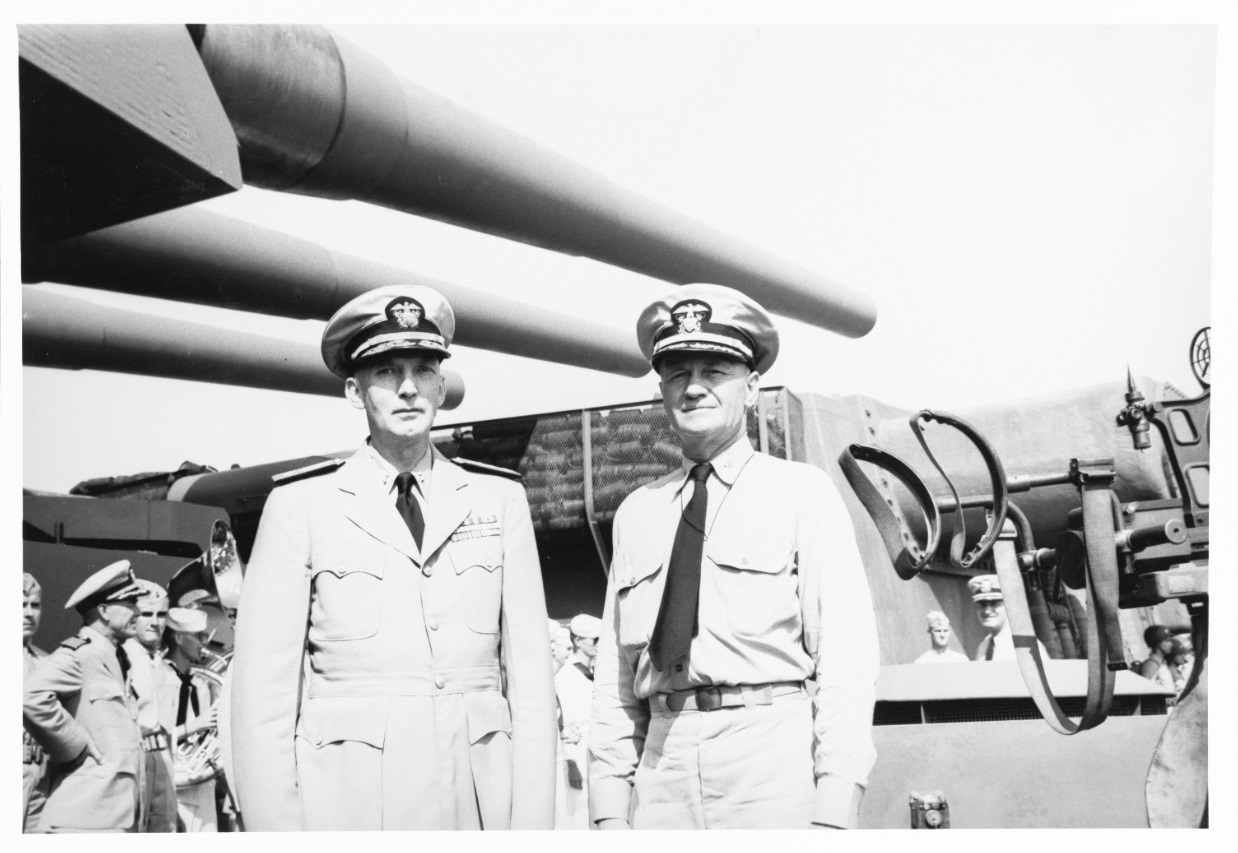
Konteradmiral Donald B. Beary (links) neben Kapitän Carl E. Holden an Bord des Schlachtschiffs New Jersey während einer Inspektion in Norfolk am 5. September 1943.

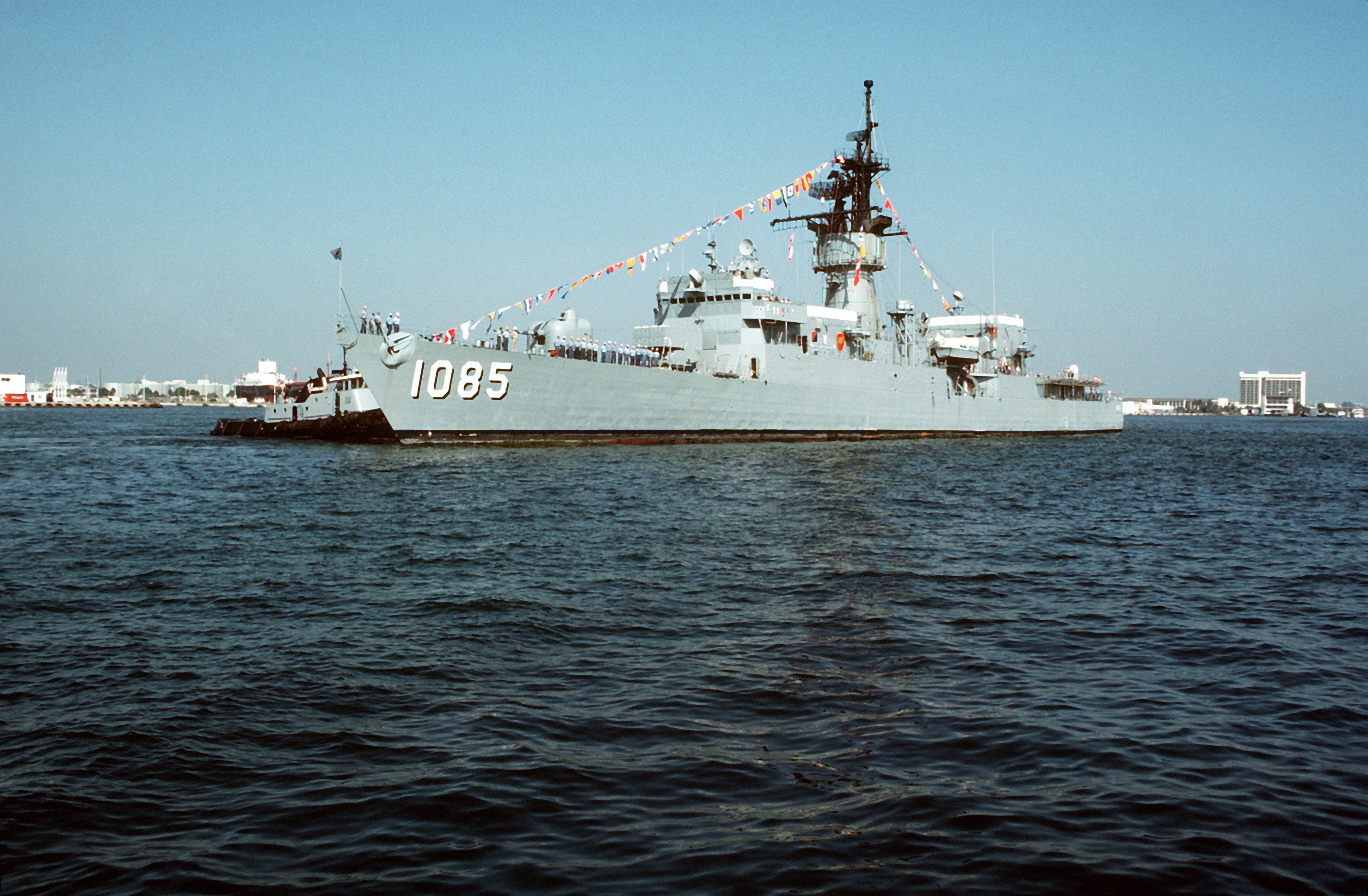
Die nach ihm benannte Fregatte Donald B. Beary im Hafen von Fort Lauderdale (1988).

Nach Auflösung der Transportdivision im Juni 1942 wurde er von diesem Kommando entbunden und diente bis Januar 1943 als Kommandant der amerikanischen Marinebasis auf Island. Im Jahr 1944 erhielt er die Distinguished Service Medal. Im November des Jahres meldete er sich zum Dienst in der Pazifikflotte und wurde mit der Führung der Service Squadron SIX beauftragt, einer streng geheimen und besonders wichtigen Einheit zur Versorgung der Kriegsschiffe der amerikanischen Fifth Fleet (5. Flotte) auf Hoher See. Als diese Flotte erneut zuschlug, um die am 1. April 1945 beginnende Invasion von Okinawa zu unterstützen, war seine Squadron SIX mit Treibstoff- und Munitionsnachschub zur Stelle, um die schnellen Flugzeugträgerkampfgruppen für weitere Angriffe aufzutanken und aufzurüsten. Bei dieser Operation blieb Konteradmiral Beary in seinem Flaggschiff, der Detroit, vierundneunzig Tage lang auf See. Er wurde mit dem Legion of Merit ausgezeichnet.
Nach der Kapitulation Japans am 2. September 1945 wurde er Administrator der amerikanischen Marineschifffahrtskontrollbehörde für die japanische Handelsmarine und war verantwortlich für die Rückführung von etwa fünf Millionen japanischer Soldaten. Danach, am 1. April 1946, wurde er Kommandant des 12. Marinedistrikts der Vereinigten Staaten mit Sitz in San Francisco und ab Februar 1947 zusätzlich Kommandant der dortigen Marinebasis. Am 16. Oktober 1948 wurde er zum Vizeadmiral befördert und wurde kurz darauf, am 1. November 1948, Präsident der Seekriegsakademie in Newport, die er in den 1930er-Jahren selbst besucht hatte. Am 1. Oktober 1950 schied er aus dem aktiven Dienst aus.
Donald Bradford Beary wurde 77 Jahre alt. Er wurde auf dem Friedhof der United States Naval Academy in Annapolis bestattet, wo er einst ausgebildet worden war.
Ihm zu Ehren wurde die Donald B. Beary benannt, eine Fregatte der Knox-Klasse, die von 1972 bis 1994 in Dienst stand.